# Бабкіна Ольга Вікторівна
О́льга Ві́кторівна Ба́бкіна — військовослужбовиця Збройних сил України, старшина військової служби за контрактом, головна медична сестра медичної частини Військово-медичного клінічного центру Центрального регіону (м. Вінниця).

## Життєпис
Народилася 9 липня 1983 року в смт Вендичани Могилів-Подільського району Вінницької області.
Закінчила Гайсинське медичне училище.
Учасниця бойових дій АТО. Тричі була в зоні АТО в складі команди 59-го військового мобільного госпіталю, який сформували зі спеціалістів Військово-медичного клінічного центру Центрального регіону. Асистувала хірургу Андрію Вербі під час першої в Україні операції в польових умовах у 2014 році. Закінчилась вона успішно: бійцю, якого поранило в живіт, медики тоді врятували життя. Станом на 2020 рік за її плечима було вже близько 15 відряджень до району бойових дій.
У 2017 році стала першою віцеміс у всеармійському конкурсі серед жінок-військовослужбовців медичної служби «Берегиня в погонах», організованого Міноборони.
У 2020 році нагороджена Премією «Найкраща медсестра України» в номінації «Сестра милосердя». За звання найкращої змагалися військові медсестри, учасниці бойових дій.
Нагороджена орденом «За мужність» ІІІ ступеня та відзнакою Президента України «За участь в антитерористичній операції».

## Нагороди
- За особисту мужність і героїзм, виявлені у захисті державного суверенітету та територіальної цілісності України, вірність військовій присязі під час російсько-української війни нагороджена орденом «За мужність» III ступеня (22.1.2015).
- Заслужений працівник охорони здоров'я України[2]